# Милий Балакирев
Милий Алексеевич Бала́кирев  (2 януари 1837, Нижни Новгород – 29 май 1910, Санкт Петербург) е руски композитор, пианист и диригент. Ръководител на групата композитори „Могъщата петорка“. Съставил 2 сборника с обработени народни песни.
Погребан е в Тихвинското гробище.

## Творчество
- „Увертюра върху теми на три руски народни песни“ – 1858 г.
- „Исламей“ – източна фантазия за пиано – 1869 г.
- „Тамара“ – симфонична поема по Михаил Лермонтов – 1882 г.